# Sepalot
Sepalot, eigentlich Sebastian Weiss (geb. 1974) ist ein deutscher DJ und Musikproduzent aus München. Ab 1992 war er Produzent und Mitglied der Hip-Hop-Band Blumentopf, seit 2008 veröffentlicht er Soloalben.

## Biografie
Im Jahr 1992 wurde die Hip-Hop-Band Blumentopf (mit DJ Sepalot) in Freising gegründet. Ihr erstes Album Kein Zufall veröffentlichte sie 1997 über Four Music, es folgten weitere Veröffentlichungen mit der Band bis zum Jahr 2012 auf Four Music und EMI.
2003 veröffentlichte Sepalot, gemeinsam mit der Sängerin Esther Adam, das Album Eskapaden beim gleichnamigen Label. 2008 veröffentlichte Sepalot sein erstes Solo-Album Red Handed sowie die Single Go get it feat. Ladi6 auf Compost Records. 2010 folgte eine EP-Kollaboration Fracture mit dem MC Frank Nitt, die auf dem Label MPN erschienen ist.
Das Feuilleton der Süddeutschen Zeitung widmete ihm seine Titelseite und bezeichnete Beat Konducta Bavaria und sein Album Chasing Clouds als „... eine der unglaublichsten deutschen Pop-Produktionen des Jahres ... das beste deutsche Hip-Hop-Album 2011“. Die Singleauskopplung Rainbows war mit über 250.000 YouTube Plays sowohl ein „Internetblog Hit“ als auch in den Airplay Charts der kommerziellen Radiocharts von den College Radios bis Bayern 3 vertreten.
2012 veröffentlichte Sepalot das Album Chasing Beats auf Eskapaden Musik. Chasing Beats versteht sich als Fortsetzung von Chasing Clouds. Konzeptionell und inhaltlich stützen sich die beiden Alben auf dieselbe Basis. Der größte Teil des Albums wurde in Philadelphia im Pförtnerhäuschen einer Tiefgarage aufgenommen, der Rest irgendwo zwischen Moskau und Wien – im ICE, am Flughafen und im heimischen Studio. Das Album Black Sky erschien bei Eskapaden Musik im Jahr 2013.
Er ist Testimonial des Sportlabels O’Neill.

## Diskografie Solo
- 2003 Eskapaden (with Esther Adam) (Album) Eskapaden Records[3]
- 2005 Fraud! (EP) Eskapaden Records[3]
- 2008 Go get it feat. Ladi6 (Single) Compost Records
- 2008 Red Handed (Album) Compost Records
- 2010 Fracture (with Frank Nitt) (EP) MPN
- 2011 Chasing Clouds (Album) Eskapaden Musik
- 2011 Rainbows (Single) Eskapaden Musik
- 2012 Chasing Beats (Album) Eskapaden Musik
- 2013 Black Sky (Album) Eskapaden Musik
- 2015 These Tears (Download-Single) Eskapaden Musik[4]
- 2017 Hide& (Album) Eskapaden Musik
- 2017 Seek (Album) Eskapaden Musik
- 2018 A New Cycle (Album) Eskapaden Musik
- 2023 Neverlost (Album) Eskapaden Musik

## Synch-Platzierungen
- 2009 – So you Think you can dance – TV Canada
- 2009 – Dagens Man – TV-Serie / TV4Plus – Schweden
- 2010 – Vacation with Derek – TV-Serie / Family Channell – Canada, USA, Australia, Latin America
- 2011 – ARTHUR – US-amerikanische Komödie / Warner Bros
- Cougar Town – TV Trailer / ABC – USA